# Еда-Інес Етті
Еда-Інес Етті (ест. Eda-Ines Etti; нар.. 26 травня 1981, Хаапсалу, Естонська РСР, СРСР), яка виступає під сценічним ім'ям Інес (ест. Ines), — естонська співачка і актриса. З піснею «Once in a Lifetime» (з англ.  — «Одного разу в житті») представляла свою країну на конкурсі пісні Євробачення 2000, що проходив у Швеції, і зайняла в ньому 4-е місце.

## Біографія
Еда-Інес Етті народилася в 1981 році в Хаапсалу в сім'ї Тіїни та Аво Етті, у неї є брат Іво Етті і зведена сестра Крістел Прикко. Через кілька років сім'я переїхала до Вейке-Маар'я, де Інес почала брати участь у місцевих співочих змаганнях, часто виграючи у них.
Етті закінчила гімназію Вайке-Мааржа та музичну школу Раквере за фахом фортепіано. Вивчала англійську мову в Естонському гуманітарному інституті.

## Кар'єра
Музична кар'єра Інес почалася з естонського телевізійного шоу «Два такта вперед» (ест. Kaks takti ette) — участь в ньому в 1999 році принесла співачці 2-е місце і добрі відгуки фахівців. У 2000 році Інес виборола національний відбір і отримала право представляти Естонію на Євробаченні-2000. На конкурсі співачка зайняла 4-е місце, а її сингл «Once in a Lifetime» згодом мав значний успіх у ряді країн Європи. Пізніше Інес була названа першим претендентом на естонському відбірковому конкурсі до Євробачення-2002, який відбувся в Естонії. Однак, незадовго до його початку відмовилася від участі. Цього ж року Інес стала обличчям фінської компанії з продажу квитків Plusdial.
У листопаді 2004 року вийшов перший естономовний альбом Інес естонською мовою — «15 magamata ööd». Його титульна пісня принесла співачці другий у кар'єрі титул найкращої артистки року на церемонії «Eesti Muusikaauhinnad» (перший був вручений у 2000 році).
У 2005 році навколо співачки сформувалася команда музикантів. До гурту увчйшли Сіїм Меесалу (фортепіано), Еркі Пярноя (провідна гітара) та Магнус Паджупуу (ударні) та її брат — Іво Етті (бас-гітара). Першим альбомом у новому форматі став «Uus päev», виданий у 2006 році. Зокрема, до нього увійшла пісня «Iseendale», з якою група брала участь у конкурсі «Eurolaul». Композиція стала єдиною виконаною естонською мовою, але зайняла лише 2-е місце, що не дозволило виконавцям представити країну на Євробаченні-2006. Втретє Інес взяла участь у національному конкурсі наступного року, однак з піснею «In Good and Bad» вона посіла лише 7-е місце.
Її альбом «Kustutame vead» приніс Інес другу перемогу в номінації «Артистка року». У 2008 році Еда-Інес Етті перемогла в естонській версії телевізійного конкурсу співаків «Ми вдвох» у дуеті з головним генеральним директором IBM Естонія Вальдо Рандпере.
Наприкінці листопада 2009 року Інес випустила свій п'ятий студійний альбом «Kas kuuled mind». До альбому увійшли такі сингли «Ükskord», «Ja sina», «Öine linn» та «Äratatud hing».
Її шостий альбом «Kiusatus», випущений у травні 2011 року, включав хітовий трек «Tule-tule», на який також знято відеокліп. Цей альбом надійшов у продаж за співпраці A Le Coq і придбати його можна було лише із шістьма пачками пива A Le Coq.

## Дискографія

### Пісні
- «Illusion of Happiness» — 2000
- «Once in a Lifetime» — 2000
- «Highway to Nowhere» — 2002
- «15 magamata ööd» — 2004
- «Kallis, kas sa tead» — 2004
- «Väike saatan» — 2004
- «Aarete saar» — 2005
- «Suvi on veel ees» — 2005
- «Must ja valge» — 2005
- «Ma ei tea, mis juhtuks» — 2005
- «Iseendale» — 2006
- «Lendan» — June 2006
- «In Good and Bad» — January 2007
- «Kustutame vead» — 2007
- «Keerlen» — 2008
- «Lõpuni välja» — 2008
- «Kus kulgeb kuu» — 2008
- «Ja sina» — 2009
- «Öine linn» — 2009
- «Ükskord» — 2009
- «Äratatud hing»- 2010
- «Tule-tule»- 2011
- «Pilvepiir» — 2011
- «Põlen sinu ees» — 2014
- «Põlen sinu ees» — 2015
- «Maailm minu ümbert kaob» — 2015
- «Olgu nii» — 2016
- «Vii mind vii» — 2017
- «Belle vie» koos Nisrinega — 2018
- «Kõik, mis tahta võin» — 2020

### Альбоми
- Here For Your Love — 2000
- 15 magamata ööd — листопад 2004
- Uus päev — грудень 2005
- Kustutame vead — грудень 2007
- Kas kuuled mind- листопад 2009
- Kiusatus- травень 2011

## Нагороди та номінації
| Рік  | Нагорода                                                              | Категорія           | Назва                | Результат |
| ---- | --------------------------------------------------------------------- | ------------------- | -------------------- | --------- |
| 1999 | Kaks takti ette (конкурс молодих співаків на естонському телебаченні) |                     |                      | 2-е місце |
| 2000 | Євробачення                                                           |                     | «Once in a Lifetime» | 4-е місце |
| 2000 | Estonian Music Awards                                                 | Жінка-артистка року | Here for Your Love   | Перемога  |
| 2005 | Estonian Music Awards                                                 | Жінка-артистка року | 15 magamata ööd      | Перемога  |
| 2005 | Estonian Music Awards                                                 | Рекорд року         | 15 magamata ööd      | Перемога  |
| 2006 | Eurolaul (Естонський національний відбір на Євробачення)              |                     | «Iseendale»          | 2-е місце |
| 2006 | Estonian Music Awards                                                 | Жінка-артистка року | Uus päev             | Номінація |
| 2008 | Estonian Music Awards                                                 | Жінка-артистка року | Kustutame vead       | Номінація |
| 2008 | Laulud tähtedega (естонська версія "" Just the Two of Us)             |                     |                      | Перемога  |